# Alziro Molin
(Paola De Filippo Roia, Enzo Lancellotti – Alziro Molin: Una vita, mille montagne, La grande cordata, Grafiche Antiga (TV) 2008)
Alziro Molin, soprannominato "il vecchio" (Auronzo di Cadore, 28 aprile 1932 – San Candido, 11 aprile 2023), è stato un alpinista italiano, considerato uno dei più grandi rocciatori delle Dolomiti.

## Biografia

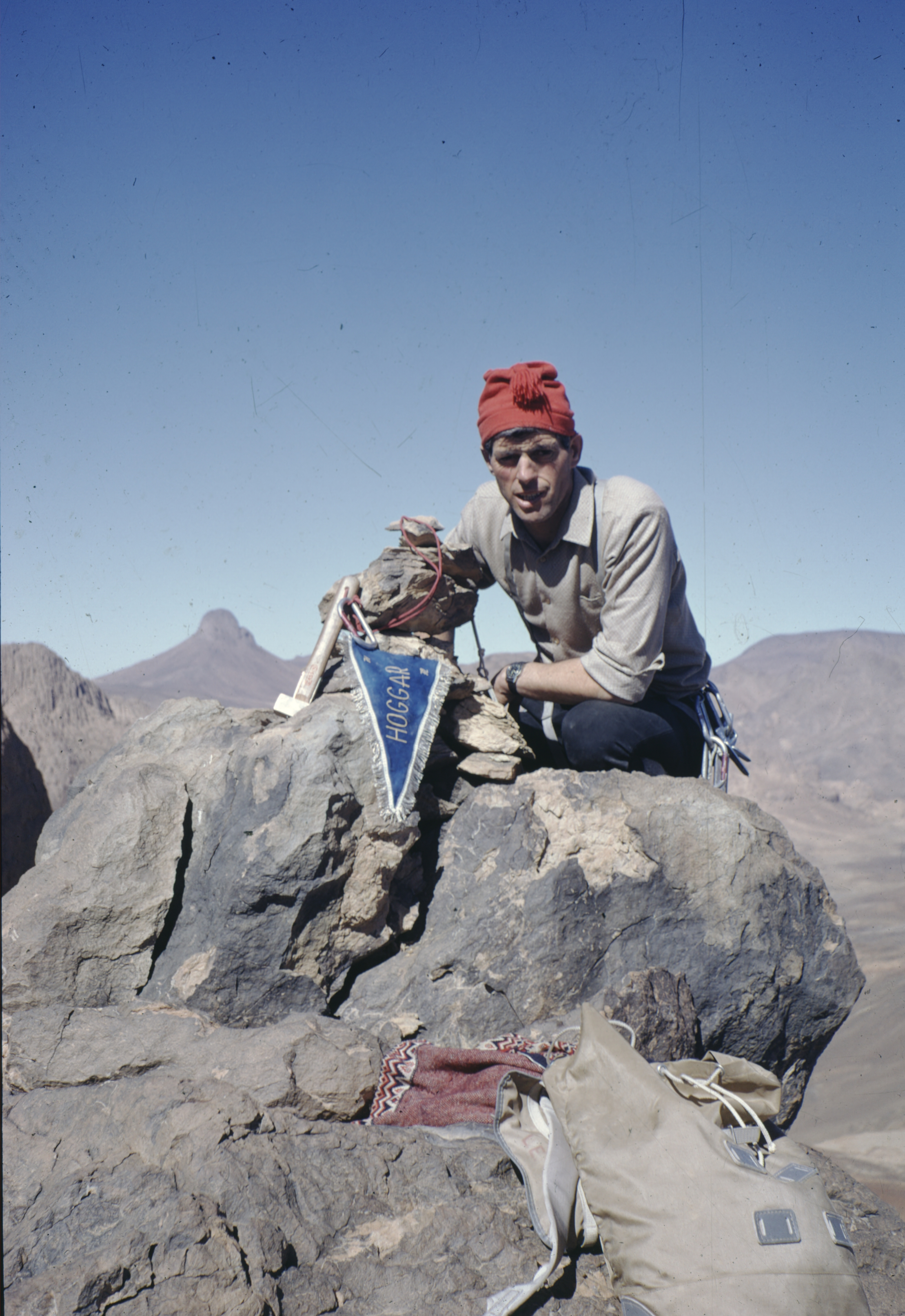
Alziro Molin nel Sahara Algerino (1973)

Nono di tredici figli, entrò ancora giovane nei “Camosci di Auronzo”, gruppo delle Guide Alpine del luogo, apprendendo le varie tecniche da arrampicatori quali Valerio Quinz, Bruno Caldart, Galeno Vecellio e Francesco Larese Filon. Nel 1953 compì il servizio militare nella “Julia” – 3º artiglieria da montagna; passò poi alla “Cadore” come istruttore militare di sci e roccia. Venne chiamato a Courmayeur in qualità di istruttore nella scuola militare alpina, arrampicando con i futuri vertici della gerarchia militare, come il generale Enrico Borgenni. A venticinque anni sposò Raffaella Caldart, nipote della guida alpina Bruno Caldart, da cui ebbe sette figli. Successivamente diventa maestro di maestro di sci e guida alpina.
Nel 1972 fu chiamato a far parte della commissione tecnica nazionale A.G.A.I., dove rimase fino al 1982 in qualità di istruttore per la formazione delle guide alpine. Nel 1974 coprì il ruolo di presidente della sezione cadorina del C.A.I. “Luigi Rizzardi” di Auronzo
La sua esperienza di vita sulle Dolomiti Bellunesi è stata raccontata dagli scrittori Paola De Filippo Roia ed Enzo Lancellotti nel libro Una vita, mille montagne.
Alziro Molin fu protagonista del film documentario del neorealismo L'ultimo contadino (1975, 18') del regista Giuseppe Taffarel. Il film prende ispirazione dalla vita e il lavoro di una famiglia contadina di Auronzo di Cadore, attraverso l'analisi della drammatica realtà determinata dallo spopolamento della montagna veneta; i piccoli centri sono abbandonati, a causa delle maggiori prospettive economiche offerte dalle città di pianura, con la perdita fatale di una dimensione culturale e sociale e di identità ben definite. Il film documentario, insieme a Patriarca d'autunno del 1976, celebravano la fine della millenaria civiltà contadina, con le sue miserie ma anche i suoi valori di solidarietà e senso di comunità.
Apparve anche in Tre Cime. La Trinità delle Dolomiti film documentario del 2018 del regista e scrittore Giovanni Carraro, con interventi di Mauro Corona, Gianni Pais Becher e dello stesso Molin.

## Vie alpinistiche

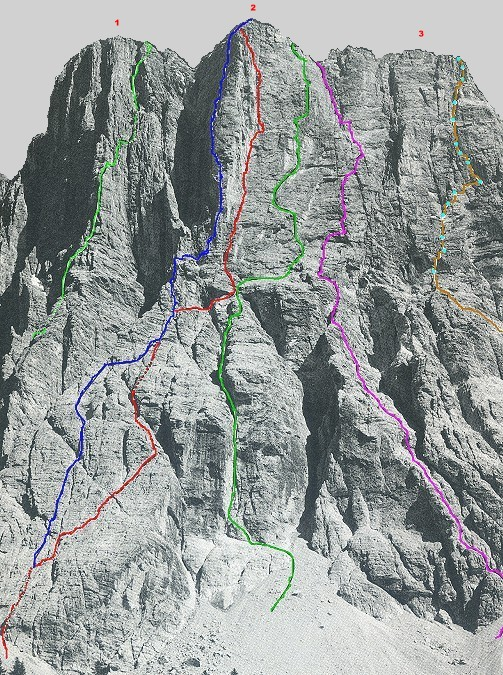
Civetta - Cima su Alto - Piussi-Anghileri-Molin (linea blu)

Nel corso degli anni Alziro Molin ha aperto varie vie alpinistiche (più di quaranta nuove vie e molte ripetizioni che variano dal 5° al 6° A1, A2):
- 18 maggio 1952: Punta del Buco parete sud-est, 2.563 m (Dolomiti di Sesto)
- 1952: Popena Basso, Via Scoiattoli "R. Apollonio e A. Alverà aperta nel 1942", prima solitaria; si sviluppa per 90 m con difficoltà di 6°, 2.225 m (Dolomiti di Sesto - Gruppo del Cristallo)
- 1953: Via diretta parete nord del Campanile Toro, "via Molin", insieme ai "Camosci auronzani" Pais Becher e Pais Tarsilia con il primo sesto grado, 2.345 m (Dolomiti - Gruppo Clautani)
- 10 agosto 1963: Cima Cadin del le Bisse parete sud "variante", 2.356 m (Dolomiti di Sesto)
- 15 agosto 1963: Punta Maria di Val Giralba parete nord, 2.659 m (Dolomiti di Sesto)
- 7 giugno 1964: Cima Cadin de le Bisse parete nord, 2.356m (Dolomiti di Sesto)
- 2 agosto 1964: Torre Leo parete est, 2.550 m (Dolomiti di Sesto - Cadini di Misurina)
- 1965: Tre Cime di Lavaredo: Cima Piccola, diretta alla Punta Frida (Via Molin-Lancellotti) aperta nel 1965 da Alziro Molin e Lancelloti sale dalla parete sud alla sella nord della Punta Frida. Grado V, con arrivo sulla punta a 2.792 metri (Dolomiti di Sesto).
- 19 luglio 1967: Guglia Edmondo de Amicis parete nord ovest, 2.100 m (Gruppo dei Cadini, Pale di Misurina, Dolomiti). Molin e Pandolfo superarono con trenta chiodi lo spigolo a destra della Via Mazzorana.
- 20 luglio 1967: Torre Quattro Laghi parete sud, 2.681 m (Dolomiti di Sesto)
- 28 luglio 1967: Cima Cadin del Lago (Punta Raffaella) parete est, 2.575 m (Dolomiti di Sesto).
- 15-18 agosto 1967: monte Civetta - Punta Civetta - Spigolo della Su Alto (oggi crollato) - Prima salita Ignazio Piussi, Aldo Anghileri, Alziro Molin, Ernesto Panzeri e Guerrino Cariboni. Lo spigolo si presenta come una prua della nave lanciata verso la val Civetta. Via estremamente impegnativa.[3] Il forte arrampicatore franco-greco Georges Livanos a proposito dello spigolo Nordovest ha scritto infatti: “Quando qualcuno riuscirà a scalare questa via, bisognerà coniare un nuovo grado di difficoltà: il settimo grado”.
- 1967: Torre Tito intersezione ovest, 2.427m (Dolomiti di Sesto)
- 21-23 luglio 1968: Croda dei Toni, Cima Dodici, parete nord "variante Via Molin", VI/A 2,500 HM, 3.094 m. La prima salita della fessura nord sulla stessa parete di A. Molin, R. Corte-Coi e A. Pandolfo, 500 m - ED inf, impiegando 30 ore di arrampicata effettiva. (Dolomiti di Sesto).[4]
- 1968: Cristallino di Misurina - Campanile Molin parete nord-ovest, difficoltà 6°, con Andrea Pandolfo (Dolomiti di Sesto - Gruppo del Cristallo)
- 20 agosto 1971: Punta Cadin del le Pere lato sud, 2.550 m, con Gerd Schauer di Isny (Dolomiti di Sesto - Cadini di Misurina)
- 6 agosto 1972: Torre Caldart parente nord est, 2.452 m, con Berti Antonio (Dolomiti di Sesto - Cadini di Misurina - Val Ambàta)

## Spedizioni alpinistiche

### Hoggar mountains 71/72 - Algeria (26 dicembre 1971 - 20 gennaio 1972)
Spedizione scientifico-alpinistica "Città di Carpi”.
Componenti: don Arturo Bergamaschi - Guerrino Sacchin - Achille Poluzzi - Alberto Avanzolini - Giacomo Banti - Gilberto Bertolani - Enzo Lancellotti - Benito Modoni - Mario Panizza - Elio Sommavilla - Molin Alziro.
Risultati sportivi ottenuti:
- Tezuyeg Minor, m. 2.540 - via nuova
- Tin Tiralgiouin, m. 2.500 - prima assoluta
- Tireggunin, m.2.700 - via nuova
- Gruppo Taridalt: 2 torre, m.2.410 - prima assoluta
- Gruppo Taridalt: 1 torre, m.2.390
- Tikentin: 2 torre, m.2.500
- Tikentin: 1 torre, m. 2.450
- Ewendess, m. 2.650
- Cima Auknet, parete sud-est , m.2.552 via nuova
- Cima Auknet, parete ovest, m.2.552
- Sawinam, parete sud-est, m.2.650

### Hindu Kush ‘73 - Afghanistan (30 giugno - 10 agosto 1973)
Spedizione alpinistica "città di Bologna".
Componenti: don Arturo Bergamaschi - Achille Poluzzi - Gilberto Bertolani - Gian Carlo Calza - Alziro Molin - Benito Modoni - Guerrino Sacchin - Nando Stagni - Gian Carlo Zuffa.
Risultati sportivi ottenuti:
- Kohe Chatral m. 5.500 - prima assoluta
- Kohe Khanen m. 5.320
- Kohe Pegish Zoom 1°, m. 6.269 via nuova
- Kohe Pegish Jurm, m.6.080 - prima assoluta
- Kohe Jamhoriat, m. 5.910
- Kohe Jurm, m. 5.800 - via nuova
- Kohe Asadi, m. 5.450 - prima assoluta
- Kohe Solhtalab, m. 5.430 - prima assoluta
- Kohe Bachai Sol Safid, m. 5.420
- Kohe Shal e Safid, m. 5.470

### Distretto di Angmagssalik '74 – Groenlandia orientale (1974)
Spedizione alpinistico esplorativa per “Centenario di fondazione della Sezione Cadorina del C.A.I. di Auronzo”.
Componenti: Alziro Molin - Alberto Berti - Claudio De Zordo - Eraldo Pais Becher - Giuseppe Macchietto - Giuseppe Barbieri - Enzo Lancellotti - Giovanni (Gianni) Pais Becher.
Nella zona compresa tra il "fiordo Sermiligak", il ghiacciaio "Karale Glacier” ed il ghiacciaio "Knud Rasmussen" sono state esplorate molte cime inviolate e sono stati percorsi alcuni ghiacciai sconosciuti (27 salite di cui 21 mai eseguite prima).

### Massiccio Alto Atlante '77 - Marocco (1977)
Con gli Scoiattoli di Cortina ha arrampicato sul massiccio dell'Alto Atlante in Marocco. Di seguito le ascensioni effettuate:
| Data          | Montagna                       | Via               | Grado di difficoltà | Alpinisti                    |
| 4 maggio 1977 | Jebel Aiuoi (Atlante d'Africa) | parete N          | IV/V                | Andrea Menardi, Alziro Molin |
| 5 maggio 1977 | Jebel Aiuoi (Atlante d'Africa) | pilastro sinistro | V/V+                | Andrea Menardi, Alziro Molin |

### Massiccio del Tsast Uul - Tsambagarev '93 – Mongolia (giugno - luglio 1993)
Componenti: Gianni Pais Becher - Gastone Lorenzini - Alziro Molin.
Risultati sportivi ottenuti:
- Tsast Uul (4.250 metri), via normale, la seconda vetta più alta in Mongolia.
- Insieme agli alpinisti mongoli Jndonpuncav, Gotov, Samubun e Battulga scalano via ghiaccio una pendenza di 55° fino alla cima del P inviolata a 4.030 metri.
- Dal campo di Tavan Betchir per un crinale a 3.800 metri, lungo il lato opposto, attraverso un ghiacciaio, 60° volto a nord ovest di P a 4.150 metri.

### Altre partecipazioni a spedizioni extraeuropee
- nel 1969 nel Caucaso con ascensioni al monte Elbrus (5.642 m);
- nel 1977 in Marocco con ascensioni al monte Toubkal (4.075 m) e vie nuove di 5º grado sul monte Ioi;
- nel 1977 in Iran con ascensioni al monte Damaven (5.671 m);
- nel 1979 in Ecuador con tentativo di ascensione al monte Chimborazo interrotta per maltempo;
- nel 1979 per la seconda volta nel Sahara algerino con l'apertura di due nuove vie sul monte Tezuiat;
- nel 1981 in Perù con ascensioni al Nevado de Ampato (6.310 m), la salita alla cima Misti nella Regione dei Vulcani (5.221 m) alla Cima Ciani (5.716 m);
- nel 1987 per la seconda volta in Perù con tentativo di ascensione Yerunpaja (6.632 m) interrotta al 3° campo (5.600 m) per la troppa neve;
- nel 1988 in Colombia con ascensioni nella Cordigliera di Santa Marta al Pico Cristobal Colon (5.775 m) e con l'apertura di una nuova via Cima San Vito (5.776 m);
- nel 1989, con Gianni Pais Becher, per la seconda volta in Groenlandia con l'apertura di due nuove vie;
- nel 1990 nel Nepal con trekking al campo base del monte Everest (5.500 m);
- nel 1990 e nel 1992 in Giordania con l'apertura in solitaria di numerose vie di 4º e 5º grado nel gruppo del Wadi Rum;
- nel 1992, ancora con Gianni Pais Becher, in Mongolia nel gruppo degli Altaj con l'apertura di due nuove vie: Cima Mongolia (4.250 m) e Cima Firenze (4.100 m);
- nel 1994 in Patagonia con ascensioni nel gruppo del Fritz Roy – Cima Cielo Argentino – e nel gruppo del Paine in Cile.

## Onorificenze
- Medaglia d'oro ricevuta dai “Ragni di Lecco” per l'impresa della via sullo spigolo della Cima Su Alto in Civetta.
- Medaglia d'oro ricevuta dalla Sezione Cadorina del C.A.I. di Auronzo per la via sulla parete Nord della Croda dei Toni.
- L'A.N.A. del Cadore lo premia assieme a Don Luigi Ciotti a Pieve di Cadore, nel palazzo della Magnifica Comunità di Cadore.
- Nel 1999 riceve dalla provincia di Belluno l'ambito Premio “Pelmo d'oro” per la carriera alpinistica con al seguente motivazione: “Per le eccezionali capacità alpinistiche che lo hanno visto protagonista – durante cinquant'anni di attività – di imprese estreme sia sulle Dolomiti Bellunesi sia sulle montagne di tutto il mondo”.[7]
- Nel 2011 riceve, insieme ad illustri colleghi, il premio di "guide alpine emerite" dal collegio regionale del Veneto.[7]
- Premiazione del Libro dell'Onore 2016 della "Magnifica Comunità del Cadore", per aver dato lustro al Cadore ed ai valori dei principi statutari della natura e del ruolo dell'Ente.[7]

## Opere
- Sessant'anni di Alpinismo, Grafiche Novesi, 2017

## Filmografia
- L'ultimo contadino (1975, 18'), documentario con la regia di Giuseppe Taffarel
- Tre Cime. La Trinità delle Dolomiti, documentario con la regia di Giovanni Carraro

## Galleria d'immagini

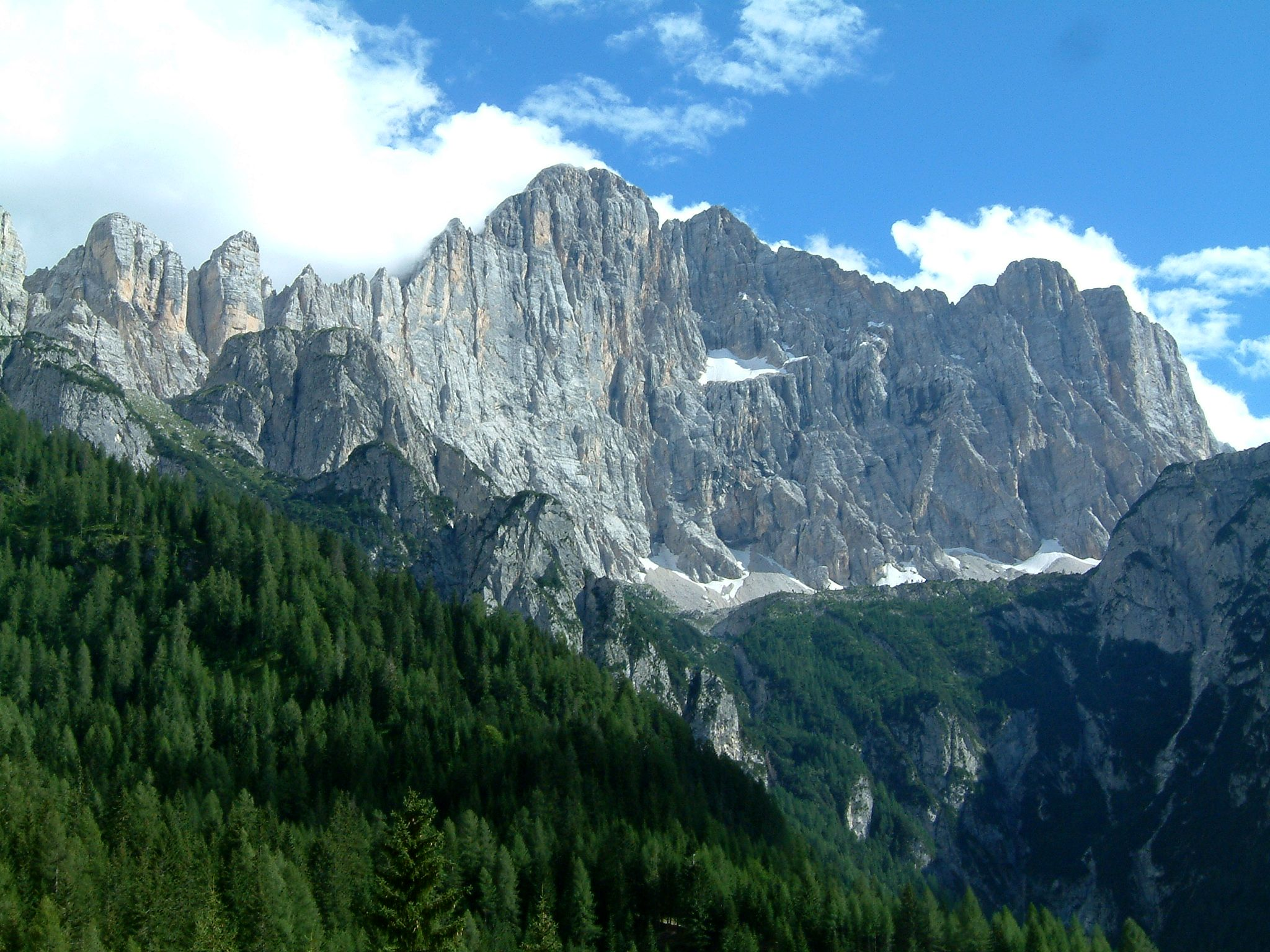
15-18 agosto 1967: monte Civetta - Punta Civetta - Spigolo della Su Alto (oggi crollato)
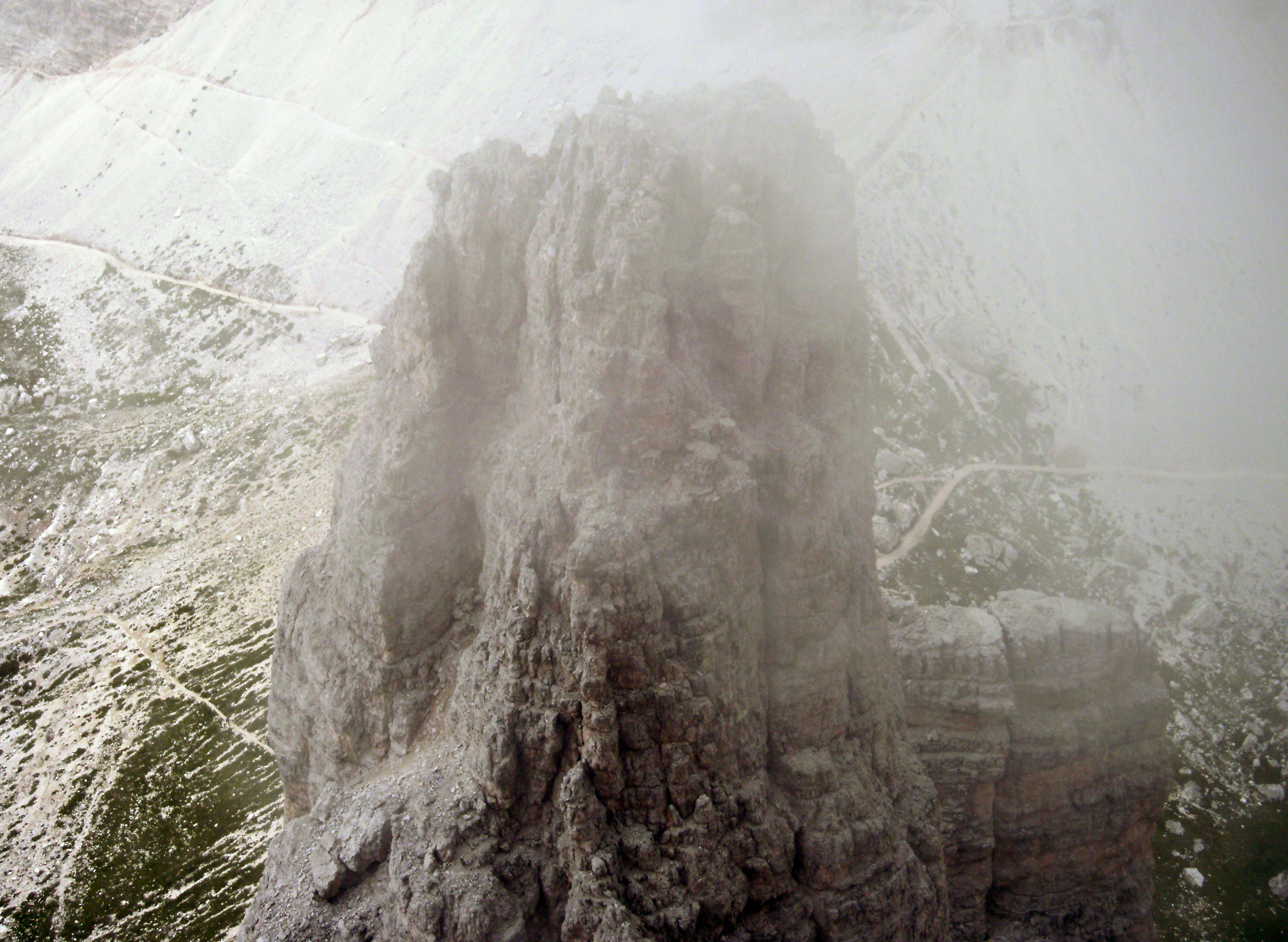
1965: Tre Cime di Lavaredo: Cima Piccola, diretta alla Punta Frida (Via Molin-Lancellotti)
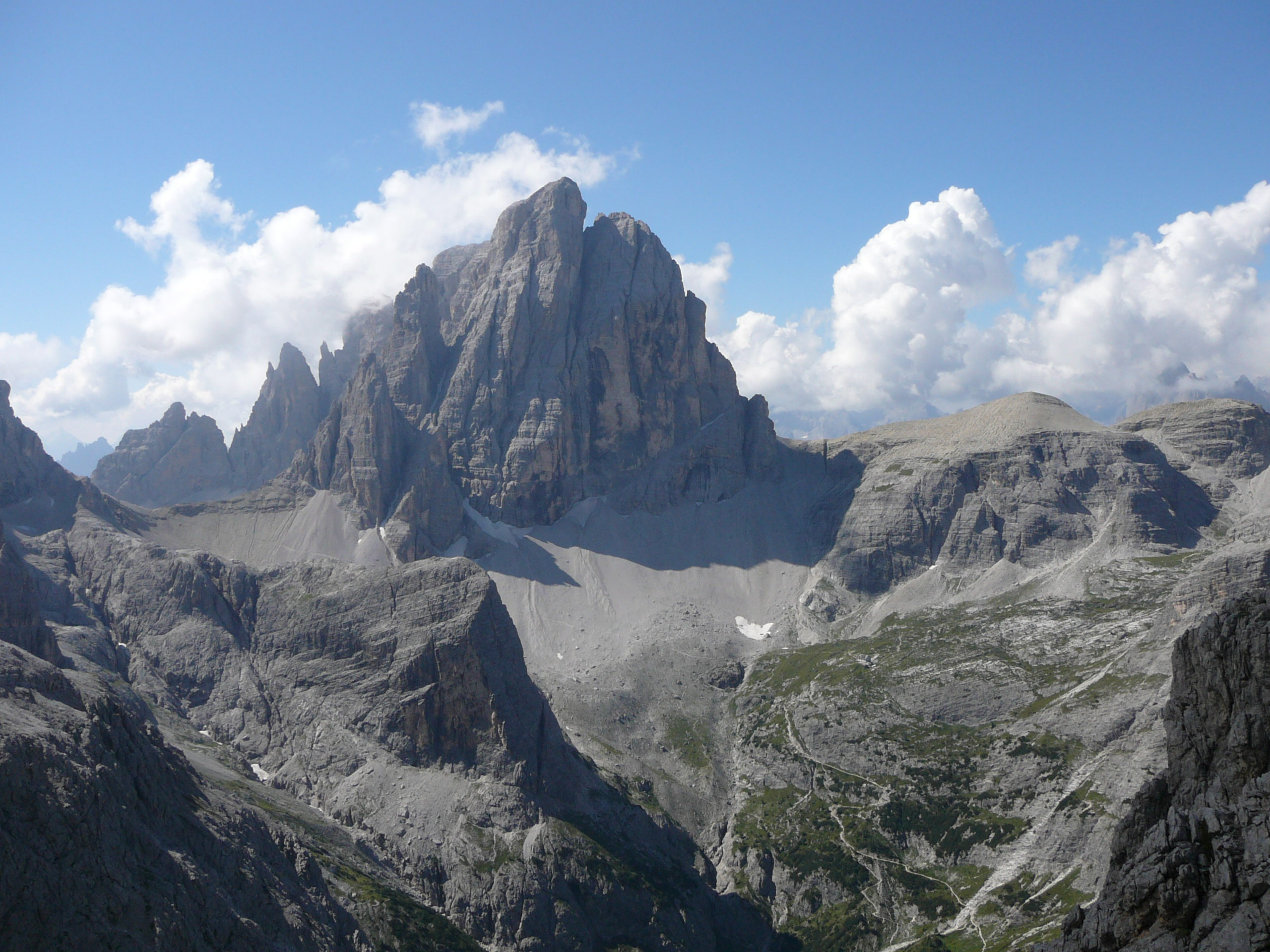
21-23 luglio 1968: Croda dei Toni, Cima Dodici, parete nord "variante Via Molin“